# Васс, Гизела
Гизела Васс (урожденная Гитта) (рум. Ghizela Vass; 22 апреля 1912, Яссы — 16 декабря 2004, Бухарест) — румынский политический деятель. Герой социалистического труда Румынии (1971).

## Биография
Родилась в семье бедных бессарабских евреев. По профессии — швея. Работала в Кишинёве, была арестована и заключена в тюрьму в Мислее и Думбравени. С 1930 года — член профсоюза текстильщиков. Член МОПРа (1931—1933).
В 1933 году вступила в Румынскую коммунистическую партию.
Во время Второй мировой войны была депортирована в лагерь еврейских политических заключенных в Губернаторство Транснистрия. После переворота в Румынии (1944) занимала ряд должностей в Румынской рабочей партии (позже РКП), начиная с члена Бухарестской бюро уездного парткома.
С февраля 1948 по май 1952 года — кандидат в члены ЦК Румынской компартии. С мая 1952 по ноябрь 1984 года — член ЦК Румынской компартии. Сотрудник Внешнего отдела ЦК.
Одна из доверенных лиц Елены Чаушеску с 1950-х годов.
С января 1953 года — секретарь горкома партии в Бухаресте. В 1953 году в ходе антиеврейской кампании среди партийной номенклатуры была исключена из ЦК РКП, в 1954 году — восстановлена.
С 1954 года работала заместителем заведующего организационным отделом ЦК Румынской компартии. Стала членом секретариата ЦК.
В 1955—1956 годах — заведующая отделом партийной работы среди женщин ЦК Румынской компартии; инспектор ЦК РКП, координатор отделов иностранных кадров и внешних сношений ЦК РКП (до января 1957); заведующая отделом внешних сношений ЦК РКП (январь 1957 — ноябрь 1965); заведующая международным отделом ЦК Румынской компартии (с ноября 1965). Начальник отдела международных отношений и международного экономического сотрудничества ЦК КПР (1975 — февраль 1982).
В течение многих лет участвовала в многочисленных политических расследованиях и годами контролировала все международные отношения КП Румынии.
Позже Николае Чаушеску освободил её от должности, в 1982 году она вышла на пенсию. После выхода на пенсию была назначена вице-президентом Красного Креста Румынии, сохранив свои привилегии.
Была женой политика Ладислава Васса, с которым имела двух дочерей.
Её внук — Богдан Олтяну, Председатель Палаты депутатов Румынии.
В отчете за 2007 год Президентская комиссия по изучению коммунистической диктатуры в Румынии определила Гизелу Васс, как одного из двух главных деятелей коммунистического режима, участвующих в политике внешние сношений страны.

## Награды
- Герой социалистического труда Румынии (4 мая 1971)[1]
- Золотая медаль «Серп и молот» (4 мая 1971)
- Орден Труда I степени (11 апреля 1962)[2]
- Орден Звезды Румынии 2 степени (18 августа 1964)[3]
- Орден «23 августа» II степени (12 августа 1959)[4]
- Орден Тудора Владимиреску I степени (9 мая 1981)[5]
- Орден Тудора Владимиреску II степени (30 апреля 1966)[6]
- Медаль «40 лет со дня основания Коммунистической партии Румынии» (1961)